# Chełmy-Adelmówek
Chełmy-Adelmówek – jednostka pomocnicza gminy Zgierz położona w południowo-zachodniej części miasta.

## Lokalizacja
Zasięg terytorialny osiedla Chełmy-Adelmówek w Zgierzu jest następujący:
- granicę wschodnią stanowi ulica Sadowa i tor kolejowy PKP relacji Łódź Widzew – Zgierz,
- granicę południową stanowi granica miasta Zgierza i miasta Łodzi (fragment od skrzyżowania z torami PKP relacji Łódź Widzew – Zgierz do skrzyżowania z ulicą Konstantynowską),
- granicę zachodnią stanowi ulica Konstantynowska, która nie należy do Osiedla,
- granicę północną stanowi tor kolejowy dawnych Zakładów Przemysłu Barwników "Boruta" S. A.

## Adres Rady Osiedla
Osiedle Chełmy-Adelmówek w Zgierzu
95-100 Zgierz, ul. Sadowa 6a